# Dag Ivar Wirén
Dag Ivar Wirén (né à Striberg près de Nora le 15 octobre 1905 – mort à Danderyd le 19 avril 1986) est un compositeur suédois.